# Vamos (El Salvador)
Vamos es un partido político en El Salvador, fue inscrito y legalizado por el Tribunal Supremo Electoral el 4 de noviembre de 2017, al alcanzar 57 382 firmas solicitadas por la ley. El partido político se describe a sí mismo como un partido de centro, que acepta a gente de izquierda o derecha.
El partido participó por primera vez en la elección presidencial de 2019, proceso para el cual Josué Alvarado, fue elegido por la militancia del partido en elecciones internas. La primera fórmula presidencial que participó en estas elecciones fue el empresario, excandidato a diputado por el PDC,pastor evangélico y fundador del partido Josué Alvarado Flores y al consultor, lingüista e internacionalista Roberto Rivera Ocampo, como candidatos a presidente y vicepresidente respectivamente.
Este partido, a pesar de haber sido inscrito oficialmente por el Tribunal Supremo Electoral el 4 de noviembre de 2017, no pudo participar en las elecciones legislativas y municipales de 2018, debido a que se vencieron los plazos para convocar a elecciones internas e inscripción de candidaturas para dichas elecciones, estas se vencieron unos pocos meses antes que el partido fuera oficialmente autorizado.
Desde 1997 ninguna mujer había asumido el liderazgo de un partido político en El Salvador, desde 2023 el partido Vamos es el único partido en El Salvador que tiene como Secretaria General y Presidenta a una mujer.

## Consejo Directivo
A continuación se muestra la conformación del Consejo Directivo del partido, el cual se presentó como planilla única en las elecciones de julio de 2023, este consejo dirige y organiza las diferentes actividades dentro del partido respecto al área y sus funciones:
- Secretaría General Nacional: Cesia Rivas de López.
- Secretaría Nacional de Organización: Wendy Alfaro.
- Secretaría Nacional de Ideología: Pacífico Chávez.
- Secretaría Nacional de Comunicaciones y Propaganda: Melvin Tomasino.
- Secretaría Nacional de Asuntos Jurídicos: Karmy Ramos.
- Secretaría Nacional de Municipalismo: Marvin Menjívar.
- Secretaría Nacional de Asuntos Económicos: Claudia Mercedes Ortiz.
- Secretaría Nacional de Actas y Acuerdos: Josué Alvarenga.
- Secretaría Nacional Asuntos Agrarios: Nelson Aguilar.
- Secretaría Nacional de Acción Gremial: Iris Ramos.
- Secretaría Nacional de Juventud, Cultura y Deporte: Douglas Coto.
- Secretaría Nacional de Afiliación: Victoria Martínez.
- Secretaría Nacional de Planificación y Estadística: Alma Sánchez.
- Secretaría Nacional de Asuntos de la Mujer: Argentina Romero.
- Secretaría Nacional de Formación y Capacitación: Eduardo Alvarenga.
- Secretaría Nacional de Asuntos Internacionales: Xiomara Lazo.
- Secretaría Nacional de Asuntos de la Sociedad Civil: Amílcar Durán.
- Secretaría Nacional de Salvadoreños en el Exterior: Rosa Romero.

## Ideología
Aunque se autodefine como una organización situada en el centro del espectro político, diversos análisis señalan que parte de su militancia presenta inclinaciones hacia posiciones conservadoras en temas sociales, identificándose como provida y mostrando una postura de menor prioridad hacia asuntos como el matrimonio entre personas del mismo sexo o la identidad de género, lo que se asocia a su cercanía con grupos religiosos. Sin embargo, el partido ha expresado apertura para discutir la legalización de la marihuana con fines medicinales.
En marzo de 2024, su secretaria general, Cesia Rivas, declaró en una entrevista que el partido había sido invitado a participar en reuniones con organizaciones y partidos políticos internacionales. Dichos encuentros se enfocaron en intercambiar experiencias y tratar aspectos relacionados con la logística, funcionamiento y estructura partidaria. Entre las entidades participantes se incluyeron el Instituto Republicano Internacional de Estados Unidos, una organización a la que tradicionalmente se el atribuyen acercamientos a la política conservadora y especialmente al Partido Republicano; así como partidos mexicanos como el Partido Revolucionario Institucional (PRI) y el Partido Acción Nacional (PAN). Estos últimos han sido asociados históricamente a corrientes que van desde el conservadurismo moderado hasta el conservadurismo más radical. En contraste, en 2023 la diputada Claudia Ortiz, figura más visible de la organización, declaró que el partido estaba abierto a incorporar miembros con ideologías de tendencia izquierdista, centroizquierdista, socialdemócrata o progresista.
El partido sostiene principios como la separación de poderes, la defensa de la democracia, la lucha contra la corrupción, la protección del medio ambiente, el apoyo a la clase trabajadora, la promoción de los derechos de los pueblos originarios, la libertad de prensa, la igualdad de género, la transparencia estatal y la participación ciudadana. También ha expresado su respaldo al Acuerdo de Escazú. En materia de derechos, respalda el acceso a vivienda, agua, alimentación, agricultura, una vida libre de violencia para las mujeres, así como el respeto a la Constitución.
De acuerdo con sus estatutos, sus principios incluyen, entre otros:
1. Respeto y defensa de la dignidad de la persona humana.
2. Primacía del bien común sobre el interés particular.
3. Perfectibilidad de la sociedad civil.
4. Respeto a los principios del humanismo cristiano.
5. Respeto a la vida desde la concepción.
6. Protección y defensa de la familia.
7. Defensa del medio ambiente.
8. Protección del Estado de Derecho.
9. Justicia social.
10. Protección de la propiedad privada.
11. Promoción del trabajo.
12. Desarrollo humano sostenible.
13. Valoración de la pluralidad.
14. Rechazo a cualquier tipo de violencia y a la complicidad con grupos fuera de la ley.
15. Transparencia en el manejo de recursos públicos.
16. Inclusión de consideraciones ambientales en decisiones públicas y privadas.
17. Defensa de nuestra ideología auténtica y de nuestro Partido.
18. Rechazo al comunismo, al totalitarismo, al terrorismo y al liberalismo considerado deshumanizado.
19. Promoción de la unión centroamericana.

Desde su fundación, Vamos ha mantenido un discurso orientado hacia la defensa de derechos sociales y económicos, con énfasis en la transparencia gubernamental, la participación ciudadana, la justicia social y la sostenibilidad ambiental. Diversos observadores lo sitúan en la centroizquierda, debido a sus críticas a las políticas del gobierno de Nayib Bukele, especialmente en relación con el régimen de excepción, las reformas económicas y la militarización de espacios civiles. Entre sus propuestas se encuentran una reforma integral al sistema de pensiones, la oposición a la privatización del agua, la eliminación del IVA a productos básicos y el apoyo a pequeños agricultores.
En términos generales, Vamos puede ser descrito como un partido de orientación socialdemócrata o socioliberal, con un enfoque progresista en materia de derechos humanos y políticas sociales, pero sin una inclinación marcada hacia posiciones de izquierda radical. Su discurso y propuestas buscan proyectarse como una alternativa intermedia frente a posturas políticas extremas, priorizando el bienestar social dentro de un marco moderado.
Diversos elementos permiten ubicarlo más cerca de la centroizquierda, aunque en determinadas áreas adopta posturas asociadas al centro o a la centroderecha:
- Posturas Sociales y de Derechos Humanos: el partido ha manifestado una oposición constante al régimen de excepción implementado por el gobierno, al considerar que vulnera garantías procesales y derechos civiles.
- Enfoque en la Participación Ciudadana y la Transparencia: promueve la apertura de la gestión pública a la vigilancia y participación de la ciudadanía, en particular en temas como la gestión del agua y la administración municipal.
- Medio Ambiente y Justicia Social: rechaza la privatización de recursos hídricos y plantea políticas de protección ambiental, incluyendo apoyo a la agricultura local y medidas para mitigar el cambio climático.
- Economía y Bienestar Social: impulsa reformas como la eliminación del IVA en productos básicos, el fortalecimiento de pensiones para trabajadores excluidos del sistema actual y medidas para favorecer a pequeños productores, lo que se asocia a un enfoque socialliberal o socialdemócrata.
- Críticas al Gobierno Actual: mantiene una posición crítica hacia las políticas del presidente Nayib Bukele, especialmente en lo relativo a la militarización de espacios civiles y a la concentración de poder, lo que refuerza su perfil reformista.

En temas sociales, no apoya de forma explícita la legalización del aborto ni el matrimonio igualitario, lo que es interpretado por algunos analistas como una inclinación conservadora en estos ámbitos. No obstante, ha mostrado disposición a discutir iniciativas como la legalización de la marihuana para uso medicinal, lo que evidencia apertura a debates sobre políticas progresistas en otras áreas.
Su comportamiento político refleja un enfoque pragmático, evitando la adhesión rígida a posturas tradicionales de derecha o izquierda, y buscando un equilibrio que incorpore la diversidad de perspectivas presentes en la sociedad salvadoreña. Este posicionamiento ha llevado a algunos observadores a describirlo como un partido de sincretismo ideológico o de "tercera vía", combinando elementos de distintos enfoques para formular propuestas que se presentan como intermedias y orientadas a la resolución práctica de problemas públicos.

## Autoridades
Diputaciones
El siguiente listado incluye a militantes del partido que obtuvieron una curul para el periodo legislativo de 2024-2027:
| Propietaria                      | Suplente                       | Departamento |
| -------------------------------- | ------------------------------ | ------------ |
| Claudia Mercedes Ortiz (Abogada) | Cesia Rivas de López (Abogada) | San Salvador |

Alcaldías Municipales
Actualmente el partido no se encuentra liderando ninguna de las 44 alcaldías departamentales para el período 2024-2027.
Concejos Municipales
El partido, si bien no se encuentra liderando alguna alcaldía, posee representación dentro del Concejo en la Asamblea Municipal Plural como parte de la cuota electoral. El listado incluye a concejales municipales del partido para el periodo de 2024-2027:
| Concejal                                             | Cargo                   | Municipio          | Distritos                    | Departamento |
| ---------------------------------------------------- | ----------------------- | ------------------ | ---------------------------- | ------------ |
| Xiomara Guadalupe Lazo Martínez (Internacionalista)  | Regidora Propietaria 4° | La Libertad Sur    | Santa Tecla y Comasagua      | La Libertad  |
| Doris Alejandra Gallardo Montiel (Internacionalista) | Regidora Suplente 4°    | La Libertad Sur    | Santa Tecla y Comasagua      | La Libertad  |
| Delmy Idelina Ábrego de Somoza                       | Regidora Propietaria 4° | La Libertad Centro | San Juan Opico y Ciudad Arce | La Libertad  |
| Marvin Ernesto Menjívar Orozco (Contador)            | Regidor Suplente 3°     | La Libertad Centro | San Juan Opico y Ciudad Arce | La Libertad  |

## Resultados electorales

### Elecciones presidenciales
| Año  | Candidatos                                                                    | Candidatos                                                                    | Primera vuelta                                                                | Primera vuelta                                                                | Segunda vuelta                                                                | Segunda vuelta                                                                | Resultado                                                                     | Nota                                                                          |
| Año  | Presidencia                                                                   | Vicepresidencia                                                               | Votos                                                                         | %                                                                             | Votos                                                                         | %                                                                             | Resultado                                                                     | Nota                                                                          |
| ---- | ----------------------------------------------------------------------------- | ----------------------------------------------------------------------------- | ----------------------------------------------------------------------------- | ----------------------------------------------------------------------------- | ----------------------------------------------------------------------------- | ----------------------------------------------------------------------------- | ----------------------------------------------------------------------------- | ----------------------------------------------------------------------------- |
| 2019 | Josué Alvarado                                                                | Roberto Ocampo                                                                | 20,763                                                                        | \| \| 0.76 % \|                                                               |                                                                               |                                                                               | No electo                                                                     | 4° lugar                                                                      |
| 2024 | Deciden no presentar binomio presidencial ni apoyar ninguna otra candidatura. | Deciden no presentar binomio presidencial ni apoyar ninguna otra candidatura. | Deciden no presentar binomio presidencial ni apoyar ninguna otra candidatura. | Deciden no presentar binomio presidencial ni apoyar ninguna otra candidatura. | Deciden no presentar binomio presidencial ni apoyar ninguna otra candidatura. | Deciden no presentar binomio presidencial ni apoyar ninguna otra candidatura. | Deciden no presentar binomio presidencial ni apoyar ninguna otra candidatura. | Deciden no presentar binomio presidencial ni apoyar ninguna otra candidatura. |
| 2027 |                                                                               |                                                                               |                                                                               |                                                                               |                                                                               |                                                                               |                                                                               |                                                                               |
|      | 0.76 %                                                                        |                                                                               |                                                                               |                                                                               |                                                                               |                                                                               |                                                                               |                                                                               |

### Elecciones parlamentarias
|  | 1.01 % |

|  | 2.94 % |

### Elecciones de Alcaldías Municipales
|  | 0.38 % |

|  | 0.56 % |

## Controversias

### Excandidato presidencial acusado por acoso sexual
El excandidato presidencial, fundador y presidente del partido Josué Alvarado, es acusado por la Fiscalía General de la República en diciembre de 2021 por acoso sexual agravado sin dar muchos detalles del caso, durante el comunicado se confirmó que el acusado se encontraba fuera del país por lo que se proclama en claridad de reo.
Casi un año después en septiembre de 2022 la fiscalía hace efectiva la captura del acusado el cual pasa a etapa de juicio.
Familiares sostuvieron que se trata de una extorsión y una campaña para demoler su imagen pública a causa de una ruptura matrimonial, mientras que, miembros del partido sostuvieron que se trata de una campaña para desprestigiar al partido por lo que, a raíz de lo sucedido, Alvarado renuncia como presidente y miembro del partido haciendo publica su dimisión.
Según fuentes del partido que tuvieron conocimiento del caso, se dice que la defensa llegó a un acuerdo con la Fiscalía y se sometió a un proceso judicial abreviado en el que admitió la responsabilidad de los cargos e indemnizó a la víctima. En enero de 2023, Alvarado recuperó su libertad.

### Vamos: un partido "nuevo"
Cuando se constituye legalmente como partido oficial no estuvo exento de recibir ciertas críticas, ya que contrario a lo estipulado por la Constitución y la Ley de Partidos Políticos, Vamos cuenta con pastores afiliados en su estructura política. Sin embargo, su enfoque no se limita a eso, ya que, a pesar de presentarse como una nueva fuerza política, adopta prácticas evocativas de partidos tradicionales. Por ejemplo, para la elección presidencial de 2019, Josué Alvarado movilizó a sus empleados para participar en las elecciones internas del partido y colocó a sus familiares en posiciones estratégicas. Su postura antiaborto y en contra del matrimonio igualitario lo alinea con las corrientes predominantes en otros partidos como Arena, GANA, PDC o PCN, mientras que su propuesta de cortar relaciones con Cuba y Venezuela lo sitúa en el espectro político de la derecha.
A partir de 2023 el partido ha decidido moderar su discurso en temas sociales como el aborto o el matrimonio igualitario, además de ser un poco más permisivo en recibir candidaturas y afiliaciones de diferentes sectores de la sociedad civil y ha decidido desligarse un poco de las relaciones con la comunidad cristiana y evangelista, esto sin despegarse mucho de sus raíces conservadoras.